# Riders for Health
Pour les articles homonymes, voir RFH.
Riders for Health (RFH) est une ONG britannique qui fournit un service de santé et de transport de personnel médical pour des villages isolés où les routes souvent n'existent pas.  Son originalité est d'utiliser des motos et des side-cars (appelés « Uhurus », et qui peuvent être utilisés comme mini-ambulance ou comme pompe à eau). Cette ONG améliore l'accès aux soins à 12 millions de paysans en Afrique subsaharienne. Elle a été fondée par Andrea et Bill Coleman en 1991.

## Histoire
L'aventure d'Andrea et de Bill Coleman commence en 1986 lors d'un voyage en Somalie pendant lequel leur voiture tombe en panne. Le couple n'avait aucune formation médicale ; Bill Coleman était journaliste du Manchester Guardian, et Andrea pilote de moto professionnelle depuis cinq ans - mais ils étaient témoins de situations difficiles : des femmes emmenées dans les brouettes ; des véhicules rouillés et abandonnés au bord de la route par manque de maintenance ; des médecins et des infirmières se déplaçant à pied.  Tout manquait : les vaccins, les moustiquaires, les bandages ; mais également les pièces détachées (filtres à huile, vis, outillages, etc.) et surtout les mécaniciens et la maintenance essentielle pour assurer un système de transport opérationnel. 
Retournés en Angleterre, ils hypothèquent leur maison et organisent des rallyes de motos (avec l'aide de Randy Mamola) pour financer leur projet. Avec l'aide de l'ONG Save the Children ils ont l'idée de participer à l'immunisation d'enfants contre les maladies infectieuses dans les villages ruraux isolés. Ils mettent en place au Lesotho une flotte de 47 motos, et fournissent ainsi des services de soins de santé de 1991 à 1996 sans interruption. À la fin de cette période, Riders for Health devient une organisation indépendante et élargit sa présence en Afrique.    
En 2014, Riders for Health gérait plus de 1.300 véhicules au Kenya, au Lesotho, au Malawi, au Nigeria, en Gambie, en Zambie et au Zimbabwe. L'impact est indéniable : un médecin ou une infirmière à motocyclette peut s'occuper de six fois plus de patients.  Les études disponibles montrent que la solution de gestion du transport de Riders for Health a contribué à des taux plus élevés de vaccination, à une réduction de la mortalité maternelle et infantile, et à une amélioration des soins de santé primaires. Elle a contribué à augmenter le pourcentage d'enfants entièrement immunisés en Gambie de 62 % à 73 %. Le taux du paludisme a diminué de 21 % dans le district de Binga du Zimbabwe, par rapport à une augmentation de 44 % dans un secteur voisin où l'ONG n'est pas présente.  
Riders for Health a initié un changement systémique assez important, en collaboration avec les ministères de la santé et les organisations humanitaires locales, en intégrant la logistique et les transports dans la planification des soins de santé. Bien que les experts estiment que le transport devrait être la troisième dépense (après le personnel et les médicaments) pour les ministères de la santé, ce service vital, dans de nombreux pays en développement, est situé en bas dans la liste des priorités de dépenses. Pourtant, la pierre angulaire de cette ONG est un modèle du transport efficace et rentable qui assure simplement que les véhicules ne tombent pas en panne. Elle forme les professionnels médicaux, non pas seulement à la conduite des motos, mais aussi à leur maintenance, à la résolution de pannes et à l'entretien mensuel. En contraste avec beaucoup d'autres ONG, seules des personnes indigènes sont employées pour assurer la pérennité du projet[réf. nécessaire].